# Sung-A Yoon
Sung-A Yoon née en 1977 à Séoul est une artiste contemporaine, vidéaste et réalisatrice française. Elle vit et travaille à Paris et Bruxelles.

## Biographie
Sung-A Yoon  est née en 1977 à Séoul, en Corée du Sud. En 1995, elle est diplômée de l'École nationale supérieure d'arts de Paris-Cergy. Elle poursuit ses études de cinéma, à l'Institut national supérieur des arts du spectacle  à Bruxelles.
Deux de ses projets vidéos De l'autre côté et Gérard sont présentés au Jeu de paume en 2006. En 2011, pour son projet  Les lieux du son, elle réalise La Pianiste qui pose la question de la légitimité de l'artiste. Ici, la pianiste joue dans un hall d'hôtel en Corée du Sud. Personne ne s'arrête pour écouter sa musique. Pourtant dans un autre lieu, elle aurait été applaudie.  
En 2012, elle réalise son premier long métrage Full of missing links.  
En 2019, elle réalise Overseas. Aux Philippines, 200 000 femmes partent chaque année travailler à l’étranger comme aides ménagères ou nounous. Le film suit un groupe de candidates à l'exil qui se préparent dans un centre de formation à la servitude mais aussi à la maltraitance et aux violences sexuelles auxquelles elles peuvent être confrontées.    

## Réalisations

### Long métrage
- 2012 : Full of Missing Links, 70min
- 2019 : Overseas, 90min

### Court métrage
- 2001 : How to manage
- 2005 : De l'autre côté
- 2005 : Gérard
- 2006 : Adieu je pars et dans mon cœur j’emporterai
- 2011 : La Pianiste

## Prix et distinctions
- Prix du meilleur documentaire, Festival international du Film de Varsovie, 2019[5]
- Prix de la mise en scène, Festival Premiers Plans, Angers, 2020